# Bitter Illés Béla
Bitter Illés Béla OCist (Apar, 1868. október 22. – Pécs, 1939. szeptember 26.) magyar ciszterci szerzetes, főigazgató, germanista, a Szent István Akadémia tagja.

## Életpályája
Apja, Bitter Péter több mint 38 évig apari igazgató-tanító, kántor volt. Tanulmányait a pécsi ciszterciek gimnáziumában végezte, ahol olyan tanárok oktatták, mint Verbőczy István (1841–1904), Inczédy Dénes, Békefi Remig. 1885. augusztus 29-én lépett a rendbe, a noviciátust Zircen töltötte, egyetemi és hittudományi tanulmányait Budapesten végezte el. Előbb magyartanár akart lenni, de később a német–latin szakot választotta. 1891. június 30-án pappá szentelték.
Pécsett a ciszterci gimnázium német-latin tanárává nevezték ki. A város közéletében is jelentős szerepet vitt, részt vett a Katolikus Kör alapításában, melynek előbb titkára, majd elnöke lett, s országos hírűvé fejlesztette. E körben indult a Dunántúl című napilap és nyomda alapítása is.
1900-ban Dischka Győző főreáliskolai igazgatóval és Cziglányi Béla táblabíróval megalapította a hangszeres egyházi zene művelésére a Pécsi Egyházi Zeneegyesületet. Hathatósan közreműködött a Pécsi Zenekonzervatórium létrejöttében is. Zichy Gyula püspök őt bízta meg 1907-ben a Miasszonyunkról nevezett női rend pécsi felsőbb leányiskolájának megszervezésével és igazgatásával, mely pozíciót 1908-tól töltötte be. 
1907-ben megszervezte az országos katolikus nagygyűlést, melynek eredményeképpen 1907-ben Mázy Engelbert (1865–1933) bencés főigazgató elnöklete alatt megalakult a Katolikus Tanáregyesület. Ugyanezen évben Angyal Pállal (az akkor még jogakadémiai tanárral) megalapította a Nemzeti Szabadtanítás Pécsi Egyesületét. 
1911/12-ben a bajai ciszterci főgimnázium igazgatója volt, majd 1912-ben a frissen megnyílt budai ciszterci gimnázium igazgatójává, 1913-tól főigazgatójává nevezték ki. Kezdetben rajta kívül Baranyay Jusztin, Mátrai Rudolf (1870–1935) és Vargha Damján tanárokból állt a tanári kar, s közel másfél évtizedig (1929 szeptemberéig) nem volt saját épülete.
1927-től clairvaux-i címzetes apát.

## Munkássága
1907-ben a Katolikus Középiskolai Tanáregyesület egyik alapítója. 1915-től a Szent István Tudományos Akadémia tagja. 1921-ben megszervezte a Foederatio Emericana mozgalmat. 1935-ben az ő támogatásával megalakult a Magyar Énekoktatók Országos Egyesülete. Német nyelv és irodalom tankönyveit a középiskolákban évtizedeken át használták.

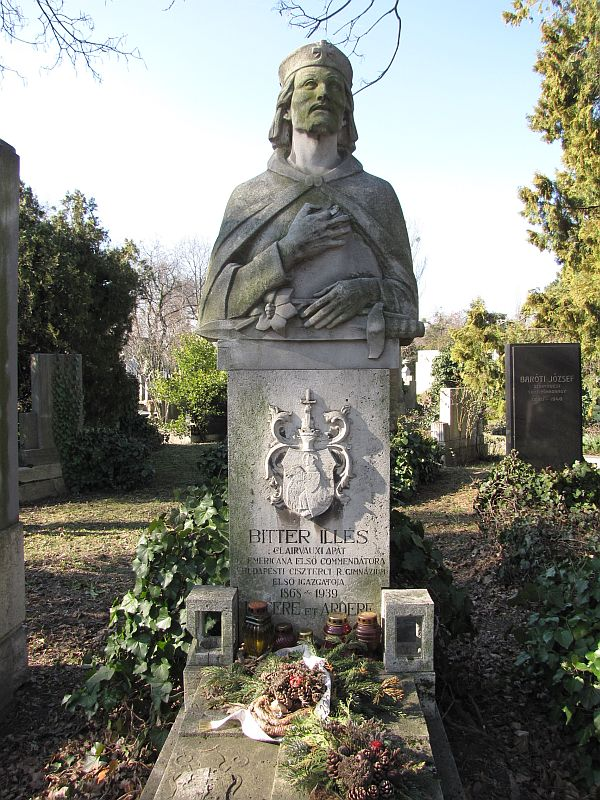
Bitter Illés sírja Budapesten. Kerepesi temető: 34-1-41.

## Főbb művei
- A család és a nevelés. Budapest, 1912.
- A középiskolai reform. Budapest, 1914.
- Salse dicta. Latin mondások és szállóigék. Budapest, 1921 (Zászlónk Diákkönyvtára 119–120.)
- Wilhelm Tell. Írta E. Schiller. Bevezette és magyarra fordította, Budapest, 1930
- Bizalom és szeretet virágai. Ferrero Benigna Consolata nővér életéből. Budapest, 1930
- Iphigenie auf Tauris. Írta J. W. Goethe. Iskolai használatra bevezette és magyarázta. Budapest, 1932
- Magyar–német, német–magyar szótár. Puhr Ferenccel. Budapest, 1936
- Spanyol tűztenger. Budapest, 1938 (Magyar Kultúra Könyvtár 11.)
- 1925. IX: szerkesztette az Academia Hungarica folyóiratot